# Repertorium Academicum Germanicum

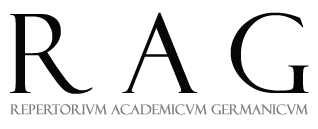
Logo des RAG

Das Repertorium Academicum Germanicum (RAG) war ein deutsches Forschungsprojekt mit internationaler Beteiligung zur Personengeschichte der graduierten Gelehrten des Alten Reiches zwischen 1250 und 1550. Die Förderung des RAG durch die Akademienunion lief von 2007 bis 2019. Die Arbeit wird in einem neuen Kontext im Rahmen des Nachfolgeprojekts Repertorium Academicum (REPAC) am Historischen Institut der Universität Bern fortgesetzt.

## Zielsetzung
Das RAG hatte den Auftrag, die an deutschen und auswärtigen Universitäten zwischen 1250 und 1550 graduierten Gelehrten, Theologen, Juristen, Mediziner und Artisten-Magister, mit ihren biografischen und sozialen Daten zu erfassen und eine prosopografisch orientierte Datenbank für das gesamte Gebiet des Alten Reiches zu erstellen. Ungraduierte adlige Universitätsbesucher werden ebenfalls berücksichtigt. Das RAG, das ein „Who’s Who“ der Gelehrten des Alten Reiches darstellt, bietet mit seiner Datenbasis vielfältige neue, auch interdisziplinäre Perspektiven. Qualitative und quantitative Aussagen über die geistige Elite des Reiches insgesamt, über ihre europäische Vernetzung sowie über institutionelle und territoriale Vergleiche werden möglich. Ziel ist es, das Wirken der Gelehrten in der vormodernen Gesellschaft auf empirisch gesicherter Grundlage zu beschreiben und im Rahmen moderner, vor allem sozial-, kultur- und wissenschaftshistorisch vernetzter Bildungsforschung zu erklären. Erfasst wurden die biographischen Daten von rund 60.000 Gelehrten.

## Organisation
Das RAG wurde seit Anfang 2007 als Vorhaben der Historischen Kommission bei der Bayerischen Akademie der Wissenschaften im Rahmen des Akademienprogramms der Union der deutschen Akademien der Wissenschaften von der Bundesrepublik Deutschland, dem Freistaat Bayern und dem Land Hessen gefördert.
Das RAG ist zugleich ein Organ (Kuratorium) der Schweizerischen Akademie der Geistes- und Sozialwissenschaften. Die zwei Arbeitsstellen an den Universitäten Bern (Schweiz) und Gießen (Deutschland) wurden per Projektende 2020 aufgelöst. Die Gesamtleitung liegt in den Händen von Christian Hesse und Rainer Christoph Schwinges (bis 2019), Bern, die digitale Leitung bei Kaspar Gubler, Bern.

## Datenbank
Herzstück des RAG ist eine prosopografische Datenbank. Alle innerhalb der Grenzen des Alten Reichs nachweisbaren Gelehrten, die zwischen 1250 und 1550 an den höheren Fakultäten der Rechte, der Theologie und der Medizin immatrikuliert und/oder promoviert worden sind, werden aufgenommen. Verzeichnet sind ferner jene Personen, die in den Artes- oder philosophischen Fakultäten den Grad eines „lic. art.“ oder „mag. art.“ erworben haben. Ergänzend werden alle erreichbaren Informationen zu Lebenswegen, Wirken und Lebensumständen der Gelehrten erfasst. Die Datenbank enthält Informationen (ca. 380.000 Lebensstationen an 24.000 Locations) zu rund 60.000 Personen, die online zugänglich sind. Der aktuelle Stand ist auf der Homepage des Projekts ersichtlich. 2017 wurde die RAG-Datenbank von MS Access (Frontend) und MS SQL Server (Backend) auf die virtuelle Forschungsumgebung nodegoat migriert.

## Ausgewählte Publikationen
- Kaspar Gubler, Christian Hesse, Rainer Christoph Schwinges (Hrsg.): Person und Wissen. Bilanz und Perspektiven (RAG Forschungen 4), Zürich 2022 (Open Access)
- Kaspar Gubler, Rainer C. Schwinges (Hrsg.): Gelehrte Lebenswelten im 15. und 16. Jahrhundert (RAG Forschungen 2), Zürich 2018 (Open Access)
- Rainer Christoph Schwinges: Illustre Herren. Markgrafen von Baden auf Bildungsreise (1452–1456). In: Andreas Bihrer, Mathias Kälble und Heinz Krieg (Hrsg.): Adel und Königtum im mittelalterlichen Schwaben. Festschrift für Thomas Zotz zum 65. Geburtstag. Stuttgart 2009, S. 392–405.
- Rainer Christoph Schwinges: Zugang für alle? Jüdische Studenten und die mittelalterliche Universität. In: Matthias Konradt und Rainer C. Schwinges (Hrsg.): Juden in ihrer Umwelt. Akkulturation des Judentums in Antike und Mittelalter. Basel 2009, S. 229–253.
- Peter Moraw: Gesammelte Beiträge zur Deutschen und Europäischen Universitätsgeschichte. Strukturen – Personen – Entwicklungen (Education and Society in the Middle Ages and Renaissance, Band 31), Leiden, Boston 2008.
- Rainer Christoph Schwinges (Hrsg.): Universität im öffentlichen Raum (Veröffentlichungen der Gesellschaft für Universitäts- und Wissenschaftsgeschichte, Band 10), Basel 2008.
- Rainer Christoph Schwinges: Repertorium Academicum Germanicum. Ein Who’s Who der graduierten Gelehrten des Alten Reiches (1250–1550). In: Peter Moraw: Gesammelte Beiträge zur Deutschen und Europäischen Universitätsgeschichte. Strukturen – Personen – Entwicklungen (Education and Society in the Middle Ages and Renaissance, Band 31), Leiden, Boston 2008, S. 577–602.
- Rainer Christoph Schwinges: Studenten und Gelehrte. Studien zur Sozial- und Kulturgeschichte deutscher Universitäten im Mittelalter (Education and Society in the Middle Ages and Renaissance, Band 32), Leiden, Boston 2008.
- Rainer Christoph Schwinges: Zur Wirkung von universitärem Wissen auf den Stadtraum im deutschen Spätmittelalter. In: Jörg Rogge (Hrsg.): Tradieren, Vermitteln, Anwenden. Zum Umgang mit Wissensbeständen in spätmittelalterlichen und frühneuzeitlichen Städten (Beiträge zu den Historischen Kulturwissenschaften, Band 6), Berlin 2008, S. 155–187.
- Hesse, Christian und Rainer C. Schwinges: »Universitätsranking« und Gelehrtenmobilität im Mittelalter: Das Repertorium Academicum Germanicum (RAG) auf dem Weg zu den personalen Grundlagen der Wissensgesellschaft. In: Akademie aktuell, 02/2008, S. 15–18.
- Rainer A. Müller und Rainer Christoph Schwinges (Hrsg.): Wissenschaftsfreiheit in Vergangenheit und Gegenwart (Veröffentlichungen der Gesellschaft für Universitäts- und Wissenschaftsgeschichte, Band 9), Basel 2008.
- Wolfram C. Kändler und Frank Wagner: Das Repertorium Academicum Germanicum (RAG): Grundlagenforschung für eine Geschichte des Wissens. In: Spiegel der Forschung. Wissenschaftsmagazin der Justus-Liebig-Universität Gießen. Band 25, 1/2008, S. 88–93. Artikel in der Gießner Elektronischen Bibliothek (PDF-Datei)
- Rainer Christoph Schwinges (Hrsg.): Examen, Titel. Promotionen. Akademisches und staatliches Qualifikationswesen vom 13. bis zum 21. Jahrhundert (Veröffentlichungen der Gesellschaft für Universitäts- und Wissenschaftsgeschichte, Band 7), Basel 2007.
- Suse Baeriswyl-Andresen: Das »Repertorium Academicum Germanicum«. Überlegungen zu einer modellorientierten Datenbankstruktur und zur Aufbereitung prosopografischer Informationen der graduierten Gelehrten des Spätmittelalters. In: Sigrid Schmitt und Michael Matheus (Hrsg.): Städtische Gesellschaft und Kirche im Spätmittelalter. Mainz 2007, S. 17–36.
- Christian Hesse: Repertorium Academicum Germanicum (RAG): Die graduierten Gelehrten des Alten Reiches zwischen 1250 und 1550. Auf dem Weg zu den Grundlagen der vormodernen Wissensgesellschaft. In: Jahrbuch der historischen Forschung in der Bundesrepublik Deutschland. Berichtsjahr 2006, München 2007, S. 105–108.
- Rainer Christoph Schwinges: Das Reich im gelehrten Europa. Ein Essay aus personengeschichtlicher Perspektive. In: Bernd Schneidmüller und Stefan Weinfurter (Hrsg.): Heilig – Römisch – Deutsch. Das Reich im mittelalterlichen Europa. Dresden 2006, S. 231–254
- Wolfram C. Kändler und Frank Wagner: Prosopographische Grundlagenforschung zur Universitätsgeschichte: Die Universitäten in Erfurt und Rostock im Spätmittelalter und das Repertorium Academicum Germanicum. In: Mecklenburgische Jahrbücher. Band 121, 2006, S. 69–92.
- Peter Moraw und Rainer Christoph Schwinges: Das Repertorium Academicum Germanicum (RAG): Die Erforschung der Lebenswege der deutschen Gelehrten zwischen 1250 und 1550 zeigt die mittelalterlichen Ursprünge der neuzeitlichen Wissensgesellschaft im Spiegel ihrer Träger. In: Akademie Aktuell. Zeitschrift der Bayerischen Akademie der Wissenschaften. Juni 2004, S. 39–42. Aufsatz als PDF-Datei
- Universitäten, Gelehrte, Karrieren. In: Klaus Oschema und Rainer Christoph Schwinges (Hrsg.): Über d’Schultere Luege. 50 Jahre ordentliche Professur für Mittelalterliche Geschichte an der Universität Bern. Begleitheft zur Ausstellung vom 12. November bis 17. Dezember 2004. Bern 2004, S. 52–62. Abschnitt zum RAG als PDF-Datei
- Suse Baeriswyl: Die graduierten Gelehrten des Alten Reiches und die Räte des Kurfürsten. Forschungen zur Geschichte der Räte des Kurfürsten Albrecht Achilles von Brandenburg-Ansbach im Rahmen des internationalen Projektes »Repertorium Academicum Germanicum«. In: Jahrbuch für Universitätsgeschichte. Band 6, 2003, S. 169–183.
- Peter Moraw: Deutsche und europäische Gelehrte im lateinischen Mittelalter. Ein Entwurf. In: Christian Hesse, Beat Immenhauser, Oliver Landolt und Barbara Studer (Hrsg.): Personen der Geschichte – Geschichte der Personen. Studien zur Kreuzzugs-, Sozial- und Bildungsgeschichte. Festschrift für Rainer Christoph Schwinges zum 60. Geburtstag. Basel 2003, S. 239–254.
- Christian Hesse: Repertorium Academicum Germanicum. Sozial- und Wirkungsgeschichte spätmittelalterlicher Gelehrter im Reich. Ein Forschungsprojekt zur Geschichte des Wissens. In: Peter Csendes und Johannes Seidl (Hrsg.): Stadt und Prosopographie (Forschungen zur Geschichte der Städte und Märkte Österreichs, Band 6), Linz 2002, S. 109–116.
- Rainer Christoph Schwinges: Zur Professionalisierung gelehrter Tätigkeit im deutschen Spätmittelalter. In: H. Boockmann, L. Grenzmann u. a. (Hrsg.): Recht und Verfassung im Übergang vom Mittelalter zur Neuzeit. Teil II: Bericht über Kolloquien der Kommission zur Erforschung des Spätmittelalters. 1996–1997 (Abhandlungen der Akademie der Wissenschaften in Göttingen, phil.-hist. Klasse, 3. Folge, Band 239), Göttingen 2001, S. 473–493.
- Rainer Christoph Schwinges: Resultate und Stand der Universitätsgeschichte des Mittelalters vornehmlich im deutschen Sprachraum – einige gänzlich subjektive Bemerkungen. In: Mensch – Wissenschaft – Magie. Mitteilungen der Österreichischen Gesellschaft für Wissenschaftsgeschichte 20, 2000 [2001], S. 97–119.